# Microbiotheriidae
I Microbioteridi (Microbiotheriidae, Ameghino, 1887) sono una famiglia di Marsupiali. Una volta ritenuti membri dell'ordine dei Didelphimorphia, recentemente, sulla base di ricerche anatomiche e genetiche, sono stati riconosciuti i soli rappresentanti del distinto ordine dei Microbiotheria.
La famiglia contiene una sola specie vivente ma si conoscono vari generi estinti, risalenti al Paleogene e al Neogene. Fossili di questi generi sono stati trovati non solo in America meridionale, ma anche in Australia nord-orientale e nell'Antartide occidentale. Questi ritrovamenti danno informazioni essenziali sui rapporti tra i marsupiali americani e quelli sudamericani.

## Specie di microbioteridi
Dromiciops gliroides unica specie vivente